# Prince of Persia: The Two Thrones
Prince of Persia: The Two Thrones (с англ. — «Принц Персии: Два Трона») — компьютерная игра, разработанная компанией Ubisoft для Xbox, PC, PlayStation 2 и GameCube. Игра вышла в декабре 2005 года, в Северной Америке и Европе. Версия для PlayStation Portable и Wii вышла в апреле 2007 года под названием Prince of Persia: Rival Swords (в русской локализации Prince of Persia: Два Меча).

## Сюжет

Тёмный Принц

Принц Персии изменил свою судьбу, убил стража Времени Дахаку и возвращается в Вавилон вместе с Императрицей Кайлиной (сюжет основывается на второй, более «счастливой» концовке Prince of Persia: Warrior Within), но Вавилон захвачен армией врага. Корабль Принца и Кайлины попадает под удар врага. Кайлину похищают, а Принц идёт на её поиски, попутно расправляясь с агрессорами. Выясняя, в чём дело, Принц узнаёт, что в городе орудует его давний враг — индийский Визирь. Поскольку ранее, на Острове Времени (во второй части игры), Принц отменил само создание Песков Времени, он также отменил и все события, показанные в первой части игры: атаку армии своего отца на замок индийского Махараджи, открытие и закрытие Песочных Часов, а также убийство визиря. В этом варианте времени Махараджа тоже отправился на Остров Времени и не обнаружил там Песка времени, но нашёл пустые песочные часы, кинжал, посох и книги. Тем не менее Визирь смог изучить книги с Острова времени, где раскрываются многие тайны Песка. Визирь выяснил, что может обрести бессмертие, для чего ему нужна Императрица Времени, но её на острове не было (так как Принц её увёз с собой) и Визирь занялся другими делами, оставив мечты о вечной жизни на какое-то время. Когда Принц убивает Дахаку, Кинжал начинает даровать Визирю видения и звал его в Вавилон. Но у Махараджи подобных видений не было, он не позволял Визирю отлучаться, и тогда он убивает Махараджу и захватывает контроль над его королевством и его армией. Далее он заручается помощью воинов-скифов и вторгается в Вавилон.
Визирю удаётся захватить Кайлину, а позже и Принца. На глазах последнего он с помощью Кинжала Времени убивает Императрицу и тем самым освобождает Пески, которые превращают его в бога Зервана, а его генералов — в могущественных и смертельно опасных чудовищ.
Принцу удаётся сбежать и захватить Кинжал Времени. Теперь у него только одна цель — отомстить Визирю.
На протяжении игры Принцу помогает принцесса Фара, знакомая по первой части игры, дочь Махараджи, которая, впрочем, Принца не знает после сделанных им изменений в истории.
Одной из проблем Принца является пробудившееся в нём альтер-эго, связанное с тем, что Принц был заражён Песками Времени, которое является циничным и жестоким голосом, разговаривающим с ним. Хотя, иногда этот голос даёт полезные советы в сражениях (например, как можно одолеть некоторых врагов и победить боссов). Также Принц периодически трансформируется внешне, превращаясь в песчаного монстра, Тёмного принца, который постоянно теряет здоровье, восполняя его только Песком. Когда Принц ступает в воду, он превращается обратно в себя обычного.
Позже по ходу игры Принц (в своей тёмной форме) находит тело отца и рядом его Меч Света. Принц был настолько опечален, чувствовал себя виноватым в смерти отца, что нашёл в себе силы превратиться обратно в свой изначальный облик без применения воды, тем самым освободившись от власти Тёмного Принца и вернув себе контроль над своим разумом. Принц взял клинок своего отца и отправился в Вавилонскую башню. Здесь начинается решающая схватка между Добром и Злом в лице Принца Персии и Визиря-Зервана, и победитель будет решать судьбу всего мироздания.
После тяжёлой битвы, Принц вонзает кинжал в сердце Визиря, тем самым убив его. Песок из Визиря и всех Песчаных монстров сливается в образ Кайлины. Она говорит, что есть много других миров, где она может существовать. После этого, Принц отдаёт ей Кинжал, и она забирает последнюю часть песка — ту, что была в Принце (цепь спадает с левой руки Принца и рука возвращается в нормальное состояние). После этого Кайлина испаряется.
Неожиданно Принц слышит странный звон. Принц видит свою корону, но, когда он собирается её поднять, приближается человек в плаще и сам подбирает корону. Им оказывается Тёмный принц, проникший в сознание главного героя. «Всё, что принадлежит тебе, — моё по праву! И всегда будет моим!», — произносит он и замахивается цепью.
Принц погружается в мир кошмаров и оказывается на опустевшей крыше Вавилонской башни, наедине со своим альтер-эго, который не атакует, а лишь насмехается и попрекает Принца. Впоследствии Принц попадает в Мир Разума. Тёмный принц утверждает, что Принц такой, как раньше, — воин, не знающий жалости и всегда готовый идти в бой, несмотря ни на что, и он (Тёмный принц) внутри него, и не собирается покидать его тело. Также он размышляет, каким бы правителем он стал, «разумно» используя данный ему дар. Наконец, он твёрдо решает встать на место Принца, стать правителем Персии, а после — всего мира. В процессе видений, Принц попадает на локации из прошлых игр: свой корабль и зал с порталом (Warrior Within), пещеру с апгрейдами и спальню Фары (The Sands of Time). Наконец он оказывается на платформе, по бокам которой стоят трон Тёмного принца и трон самого Принца. Причём второй начинает покрываться узором, который был на «заражённой» руке Принца, что даёт понять, что Тёмный принц уже начал творить задуманное. Неожиданно появляется Фара и говорит, чтобы Принц ушёл из этого дурного места. Повсюду на платформе появляются клоны Тёмного принца, которые смеются над Принцем. После этого, герой поднимается по лестнице, на что Тёмный принц реагирует весьма озлоблено. Но, в конце концов, угрозы переходят в мольбы, что говорит о том, что Тёмный принц — всего лишь обычный паразит, неспособный существовать без носителя.
Принц просыпается на крыше. Фара спрашивает, как его самочувствие, на что Принц отвечает, что он в порядке. Далее они разговаривают, стоя у перил крыши. Фара спрашивает, откуда же Принц узнал её имя. В ответ Принц произносит уже знакомое начало: «Люди думают, что время — это река, несущая свои воды в одном направлении. Но я видел истинный лик времени. И говорю тебе — люди ошибаются. Время — это океан, объятый бурей. Ты хочешь узнать, кто я и почему так говорю? Пойдём, и я расскажу тебе историю, подобной которой ты не слышала никогда!». Камера отдаляется, и зритель видит Принца бегущим сквозь джунгли во время ливня (прямая отсылка к началу трилогии, The Sands of Time). Таким образом, Принц собирается рассказать Фаре события своих приключений с самого начала — когда они с отцом осаждали замок Махараджи, и как к нему в руки попал таинственный артефакт — Кинжал Времени.

## Геймплей
Игровой процесс игры ближе к первой части игры — важна роль акробатики, чему способствуют несколько новых акробатических приёмов Принца. Тем не менее, боевая система почти полностью соответствует таковой из второй части игры: два оружия — основное в правой руке и временное в левой — схожие комбо. Исключениями являются отсутствие приёма «удушение» и наклонного прыжка от стены вниз. Также впервые основным оружием Принца является не меч, а кинжал (в начале игры обычный кинжал, потом Кинжал Времени), что, впрочем, никак не влияет на его боевые навыки. Дополнительное оружие теперь имеет собственную шкалу повреждений, в отличие от второй части, где оружие просто меняло цвет в зависимости от степени повреждений. Теперь второе оружие стало медленнее ломаться, однако теперь оно повреждается даже от удара об стену.
Также Принц периодически превращается в Тёмного Принца, у которого постоянно быстро убывает здоровье, вплоть до смерти, но который восстанавливает всё здоровье сразу, подобрав песок, — вода не восстанавливает силы Тёмного Принца, напротив, оказавшись в воде, он превращается обратно в Светлого. Впрочем, все превращения происходят в определённые сюжетные моменты. Тёмный Принц обладает уникальным вторым оружием — длинной цепью — которое не может сменить, и которым более эффективно выполняет быстрое убийство. Поскольку цепь является очень мощным оружием, то геймплей игры значительно изменяется: дистанция атаки увеличивается, количество врагов в данных сюжетных этапах увеличивается, изменяются комбо-атаки, их мощность увеличивается. Также, при наличии карнизов, балок и иных предметов, свисающих с потолка или стен, Тёмный Принц способен совершать прыжки огромной длины, раскачиваясь на цепи.
Теперь, если бросить оружие во врага (например, меч), то оно вонзится в него, и вашему врагу понадобится время, чтобы вынуть его из себя — это можно использовать как тактический манёвр.
Также нововведением являются динамичные поездки на колесницах, где столкновение с препятствием смертельно.
Как и в Sands of Time, присутствуют фонтаны, увеличивающие здоровье Принца. Но после того, как Принц из него попьёт, он должен пройти полосу препятствий, после чего здоровье увеличивается (в Warrior Within ловушки, наоборот, работали только перед тем, как активируется апгрейд). Кинжал Времени также можно улучшать, получая новые способности после того, как Принц вонзает Кинжал в Песчаные ворота, в отличие от первой игры, где для этого нужны были песчаные штормы, и второй, где улучшение происходило после прохождения через временные порталы.
С улучшением Кинжала Времени и увеличением полоски здоровья на руках постепенно появляются татуировки в виде драконов — золотые и чёрные соответственно. Когда здоровье Тёмного Принца близко к критическому, татуировки меняют цвет с золотого на красный. При критической точке здоровья они вовсе исчезают.
При прохождении игрок может получить песчаные кредиты, с помощью которых можно открыть внутриигровой контент — видео, арт-изображения, скринсейверы.

### Speed Kill

Выполнение быстрого убийства

Принципиальным нововведением является система быстрого убийства «Speed Kill», являющаяся своеобразной реализацией, типичной для многих приставочных игр системы QTE.
Суть системы в том, что Принц может незаметно подобраться к врагу и тихо убить его несколькими ударами кинжала. Для этого игрок должен нажимать кнопку атаки кинжалом в определённый момент, в который время замедляется, экран становится серым, а кинжал вспыхивает голубым светом. Если игрок вовремя произведёт атаку, то убийство произойдёт тихо, и окружающие противники ничего не заметят, и Принц сможет повторить быстрое убийство. Если же игрок опоздает или поспешит с атакой, то враг перехватит руку принца и оттолкнёт его, а окружающие враги приготовятся к бою. Быстрое убийство с применением цепи, совершаемое Тёмным Принцем, выглядит как удушающий приём.
Система QTE используется не только в быстром убийстве, но и сложных комбинированных атаках, необходимых для уничтожения боссов. Во время схватки с боссом обыкновенные атаки только отвлекают его и подготавливают к моменту с QTE, где игрок также должен вовремя атаковать кинжалом. В случае удачи босс потеряет значительную часть здоровья, иначе игроку придётся снова ждать подходящего момента для атаки.

### Оружие

Меч отца Принца

Основным оружием Принца является Кинжал Времени. В левую руку можно взять меч, топор, булаву или нож, которые могут обладать особыми свойствами, такими, как нерушимость, способность опрокидывать врага после первого удара, возможность убивать с одного прямого удара, невидимость или пополнение песка. У Тёмного Принца вторым оружием является мощная длинная цепь, которая играет незаменимую роль в преодолении некоторых препятствий. Под конец игры Принц находит меч своего отца, который не ломается, нельзя выбросить и который убивает всех обычных врагов с одного удара, а также служит своеобразным фонариком.
Кроме того, в игре есть 4 секретных оружия: рыба-меч, детская погремушка, телефонная трубка и бензопила, чтобы получить каждое, надо ввести коды, а для последних трёх — ещё и пройти игру на определённом уровне сложности. Ещё можно найти шуточное оружие — деревянный топор, он разрушается после одного удара, однако, если метнуть его, он собьёт противника с ног.

### Rival Swords
Prince of Persia: Rival Swords — версия игры для приставки Wii и мобильной приставки PSP. Имеет три дополнительные гонки на колесницах в отрыве от основной сюжетной линии.
В игре для Wii нет отличий от основной версии, кроме управления, которое специализировано для беспроводного контроллера Wii Remote.
В PSP-версии есть сетевой режим «Versus» — двое игроков могут состязаться в прохождении локаций на время через Wi-Fi, как из имеющихся в обычной игре, так и эксклюзивных. Игроки не видят друг друга, но могут мешать противнику активируя ловушки.
Но только в версии для США после закрытия каждых песчаных ворот Принца переносит в дополнительные локации, которые отсутствуют во всех других версиях:
- Три храма, в которых Принц уничтожает по алтарю, это ослабляет Визиря и позволяет его убить в итоге. В храмах герой вспоминает рассказанные ему отцом легенды об Императоре времени Зерване, которого лишили власти земные правители и чьё имя присвоил себе Визирь после превращения. После уничтожения каждого алтаря принц получит по новому отсеку для песка в Кинжале времени.
- Три сокровищницы, в которых надо уничтожить всех врагов. После них Принц получает 100, 150 и 200 песчаных кредитов соответственно.
- Три фонтана Эфирного мира, которые даруют Принцу новые силы песка — Глаз бури, Ветры песка и Песчаную бурю.

## Кинжал Времени
Даёт возможности, схожие с таковыми в первой части игры. Отсеков Песка только шесть и только один вид. Песок можно добывать из врагов (не добивая их, как это было в первой части игры) или некоторых разбивающихся сосудов, а также специальных Песчаных порталов, из которых вражеские воины могут вызывать подмогу, если вовремя не уничтожить Стража ворот, а Принц может восстановить Песок и получить какую-то новую возможность или получить песчаные кредиты. Поначалу, как и в первой и второй частях игры, у Принца нет никаких способностей, но, с получением Кинжала Времени, он начинает их изучать:
- Возврат (англ. Recall) — Символ всей серии — отмотка времени назад. Расходует один отсек песка.
- Глаз Бури (англ. Eye of the Storm) — Время сильно замедляется, что даёт Принцу большое преимущество перед врагами. Расходует один отсек песка.
- Ветры Песка (англ. Winds of Sand) — Отбрасывает врагов и сбивает их с ног. Расходует два отсека песка.
- Песчаная Буря (англ. Sand Storm) — Более мощная версия «Ветров Песка». Наносит больше повреждений и расходует четыре отсека песка.

Кинжал Времени выглядит несколько иначе, нежели в первой части игры, в частности, он намного длиннее, что связано с тем, что в первой игре кинжал был дополнительным оружием, а в этой части — главным.
Кроме того, несмотря на то, что Принц использует силы Песка уже с помощью Кинжала, а не Медальона (как во второй части), отсеков Песка всё равно только шесть и только одного типа, в отличие от первой части, где могло быть до 10 отсеков двух типов.

## Разработка

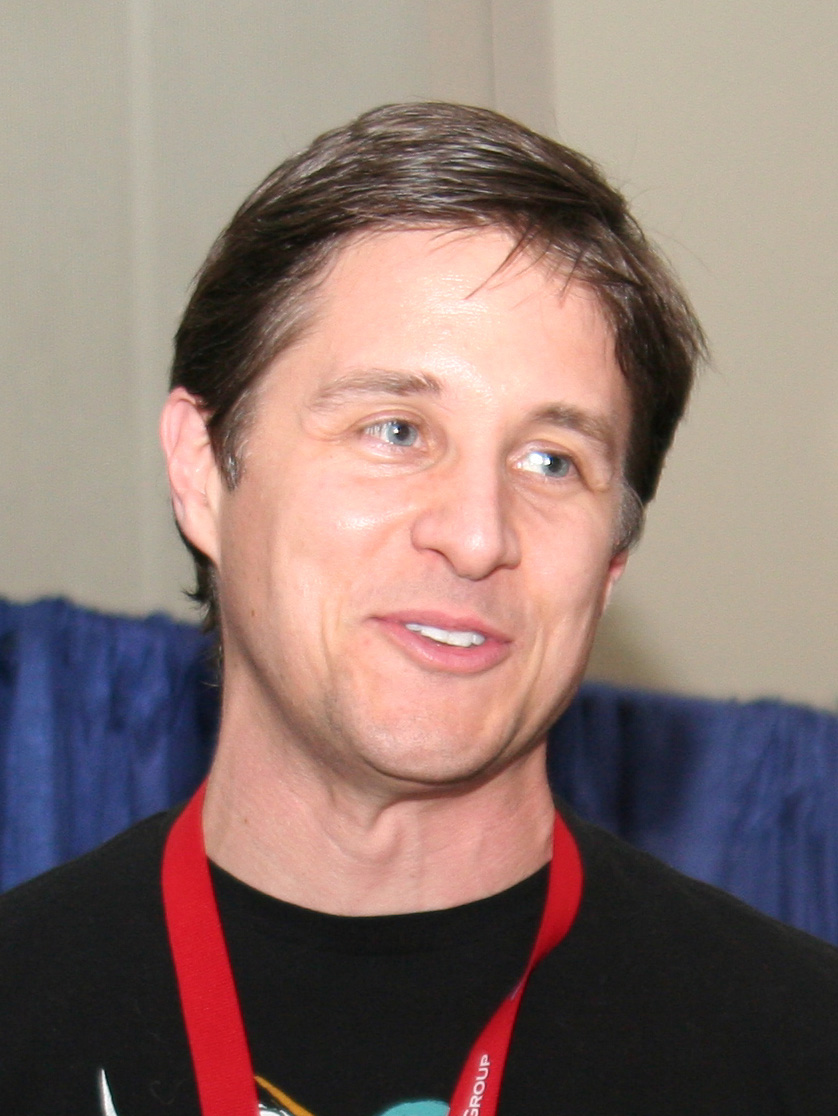
Юрий Ловенталь, озвучивший Принца

Первый трейлер был показан на выставке Е3 2005 года, в котором был показан тот же мрачный тон, что и в прошлой игре Prince of Persia: Warrior Within. Разработчики хотели сделать игру из сочетания двух предыдущих частей серии. Первая часть, The Sands of Time, была легка по своей атмосфере, а вторая, Warrior Within, оказалась значительно темнее и мрачнее. Графическая часть не сильно изменилась по сравнению с Warrior Within. Среди изменений можно отметить немного улучшенное освещение, тени, оптимизацию движка, увеличенное число полигонов и функцию сглаживания. В связи со введением системы быстрых убийств искусственный интеллект врагов был изменён, чтобы они могли заметить и услышать персонажа.

### Озвучивание
Юрий Ловенталь, озвучивший Принца в The Sands of Time, подтвердил, что он также озвучил главного персонажа и в The Two Thrones. Тёмный Принц был озвучен Риком Миллером. Кайлина и Фара озвучивались Сарой Карлсен и Хелен Кинг, а антагонист, Визирь, был озвучен Гарри Стандовски. Стюарт Чатвуд и Инон Зур, композиторы Warrior Within, создавали саундтрек и для The Two Thrones. В русской локализации Принца озвучивает Пётр Иващенко, актёр, озвучивавший его в первой и второй части игры. Тёмного принца озвучивает Александр Груздев.

### Kindred Blades
Прежде чем получить название The Two Thrones, игра носила подзаголовок Kindred Blades (рус. Родственные клинки) и имела другой сюжет и геймплей, частично показанные на нескольких выставках и конференциях.

#### Сюжет
Покинув Остров Времени, Принц и Кайлина возвращаются в Вавилон. Однако, вернувшись на родину, Принц видит безрадостные картины: из-за того, что Принц изменил ход истории, жители Персии превратились в демонов и стремились отыскать своего повелителя. Принц обещает Кайлине вернуться назад. Однако в бою его всё же побеждают и заковывают в цепи. Узнав это, Кайлина бросается вниз со скалы, жертвуя собой и выпуская Пески на свободу, чтобы возлюбленный мог вновь вернуть всё на прежние места. Принц бежит, но он сам подвергается действию Песка, поэтому внутри него зарождается Тёмный Принц. Принц, используя свои новые способности, должен вернуть всё на прежние места и спасти королевство.

#### Геймплей

Фото с выставки E3 2005. Как можно заметить, игра имеет название «Prince of Persia 3».

По обещаниям разработчиков игроки могли бы переключаться между «Светлым принцем» и «Тёмным принцем», которые демонстрировали различные боевые приёмы. Предполагалось, что от действий игроков зависела концовка игры. А сама игра шла бы около 17 часов, как и Warrior Within.
Авторы игры говорили, что «игроки смогут посетить все улицы Вавилона и использовать крыши, чтобы скрыться от врагов». Принц получил бы в пользование Кинжал Времени, чтобы возвращаться в прошлое и Амулет Времени, чтобы манипулировать настоящим, замедляя его.
Одна из первых идей, с которыми работали разработчики — это идея трансформации в Тёмного принца посредством огня. Всякий раз, когда «Светлый принц» должен был превратиться в «Темного принца», он искал бы огонь, агония огня выпускала бы Пески Времени, превращая героя.
Мир вокруг «Темного принца» постепенно становился бы более «песчаным» по мере продвижения игры; Это был бы концептуальный способ представить, как Песчаные Существа видят мир вокруг них.

Тёмный Принц выполняет тихое убийство из темноты. Виден используемый крюк на цепи.

Тёмный Принц также значительно отличался от конечного варианта. Он выглядел как Принц с бледной кожей и пепельными волосами, в распахнутой жилетке и с Амулетом, припаянным к груди, вокруг него сиял ореол Песков времени.
В самой игре тоже должны были быть изменения. Между уровнями были загрузочные экраны (на которых показан Принц, бегущий по крышам Вавилона). Также графика была больше похожа на Prince of Persia: Warrior Within. Многие враги имели совершенно другой облик. Сама игра должна была быть крайне мрачной, драматичной и жестокой. Принц мог отрубать головы и разрубать врагов надвое. Сами скрытные убийства были более жестокими: Принц запрыгивает на врага и вонзает ему кинжал прямо в лицо, в то время как Тёмный Принц, используя цепь, душит врага и отрывает ему голову.
В мобильной версии встречаются несколько элементов из Kindred Blades, в частности, это внешность Тёмного Принца (белые волосы, но чёрная кожа) и то, что Принц превращается в него при контакте с огнём. И ещё в финальной битве принц дерется не с Визирем, а с Тёмным Принцем.

## Критика
| Сводный рейтинг       | Сводный рейтинг | Сводный рейтинг | Сводный рейтинг | Сводный рейтинг | Сводный рейтинг | Сводный рейтинг |
| Издание               | Оценка          | Оценка          | Оценка          | Оценка          | Оценка          | Оценка          |
| Издание               | GC              | PC              | PS2             | PSP             | Wii             | Xbox            |
| --------------------- | --------------- | --------------- | --------------- | --------------- | --------------- | --------------- |
| GameRankings          | 85,25 %         | 82,81 %         | 86,45 %         | 70,44 %         | 71,22 %         | 86,35 %         |
| Русскоязычные издания |                 |                 |                 |                 |                 |                 |
| Издание               | Оценка          | Оценка          | Оценка          | Оценка          | Оценка          | Оценка          |
| Издание               | GC              | PC              | PS2             | PSP             | Wii             | Xbox            |
| «Игромания»           |                 | 8,0/10          |                 |                 |                 |                 |

Российский игровой журнал «Игромания» заранее занёс игру в список хитов, отмечая мрачную атмосферу игры, а также приятные нововведения в игровой процесс.
Игра получила положительные отзывы, получив среднюю оценку 85 % от Metacritic для всех четырёх платформ. IGN дал игре оценку 8.8 из 10, высоко оценив графику, звуковое сопровождение, но отметил, что игра легка для прохождения. GamesRadar оценил игру на 9 из 10, оценив продуманный дизайн и юмор. GameSpy, также впечатлённый, оценил игру на 4 из 5 звёзд.
Mygamer.com был менее впечатлён, дав игре оценку 7.4 из 10. Несмотря на это, он восхитился «захватывающими визуальными эффектами».
Релиз игры для Wii был встречен со смешанными отзывами, получив 70 % от Metacritic. IGN оценил версию для Wii на 7.1 очков из 10, утверждая, что новый элемент управления ухудшает игру, но иногда и значительно улучшает.

## Java ME
В 2005 году была выпущена версия игры для мобильных телефонов Prince of Persia 3. Её разработкой занималась компания Gameloft, а изданием — Ubisoft Entertainment.
Игра представляет собой типичный 2D-платформер. Игрок должен управлять персонажем, который может прыгать, бегать по стенам, лазить по канатам и сражаться двойными мечами (при игре за Принца) и цепью с кинжалом (за Тёмного принца). Аналогично основной версии присутствует система быстрого убийства (Speed Kill), позволяющая тихо подкрасться к врагу и уничтожить его сразу, вовремя нажимая кнопку атаки. Кроме того, в некоторые моменты присутствует и система QTE, когда надо нажимать кнопки, изображения которых появляются на экране случайным образом, чтобы избежать гибели.
В игре присутствует два режима — «Приключение» и «Арена». Первый представляет собой сюжетное прохождение семи уровней, между которыми — заезды на колесницах. «Арена» представляет собой уничтожение противников на ограниченной карте.
Силы песков времени отсутствует, за исключением некоторых моментов, когда Принц получает возможность замедлять время, чтобы преодолеть опасные моменты.
Сюжет игры примерно соответствует сюжету изначальной версии, но значительно сокращён и частично изменён. Принц возвращается в Вавилон, но его королевство атаковано войсками коварного Визиря, который, кроме всего прочего, взял в плен вавилонских женщин. Принц должен спасти их и вернуть себе трон. Однако Песок времени частично захватил Принца и породил злую часть личности героя — Тёмного принца, который проявляется как голос в голове, но также периодически протагонист превращается в своего тёмного двойника, но сохраняет разум. Но после победы над Визирем злая половина вавилонского принца пытается захватить контроль над их общим телом, но в конце концов, герой побеждает и освобождается от проклятия.